# Евфимий (Агрителлис)
Епи́скоп Евфи́мий (греч. Επίσκοπος Ευθύμιος, в миру Эвстра́тиос Агри́тис, греч. Ευστράτιος Αγρίτης или Агрите́ллис, греч. Αγριτέλλης; 6 июля 1876, село Паракила, остров Лесбос — 29 мая 1921, Амасья) — епископ Константинопольской православной церкви, титулярный епископ Зилонский, викарий Амасийской митрополии.
4 ноября 1992 года канонизирован Элладской православной церковью в лике священномученика. Память его отмечается в воскресение перед Воздвижением Креста Господня.

## Биография
Начальное образование получил в сельской школе. В возрасте всего лишь 9 лет, вступил в процветавший в то время монастырь Лимонос.
В 1889 году он записался в Школу Лимониада при монастыре и на протяжении 11 лет посещал уроки этой образцовой мужской школы.
В 1892 году окончил монастырскую Школу с отличием. В том же году игумен монастыря Лимонос архимандрит Анфим (Георгиэллис) постриг его в монашество с именем Евфимий.
В 1900 году поступил в Халкинскую богословскую школу в качестве стипендиата монастыря Лимонос.
В 1906 году в Свято-Троицком монастыре на острове Халки он был рукоположен в сан диакона митрополитом Гревенским Агафангелом (Константинидисом) и в 1907 году представил в Школу докторскую диссертацию на тему: «Цели монашеской жизни на Востоке до IX в.»
Получив диплом с отличием, он вернулся в монастырь Лимонос на Лесбос и митрополитом Мифимнийским Стефаном (Сулидисом) был назначен директором лимониадской школы и священнопроповедником епархии.
На этой должности отличился ораторским талантом, богатым содержанием своей речи, обходя сёла и городки своей епархии, проведывая Христа и любовь к Отечеству. В том же году был назначен директором школы на остров Скопелос, где оставался год (в тот период Лесбос оставался ещё в пределах Османской империи, в то время как Скопелос был в пределах Греческого королевства).
В 1910 году был рукоположен в сан пресвитера, после чего до 1912 года служил протосинкеллом Мифимнийской митрополии на Лесбосе.
В 1912 году поступил на службу в качестве секретаря митрополита Амасийского Германа (Каравангелиса) и в том же году был избран викарием митрополита Амасийского с почётным титулом епископа некогда процветавшей на западе Понта Зильской епископии. 12 июня 1912 года в Константинополе состоялась его епископская хиротония.
Обосновался в городе Амисос (Самсун), откуда начал борьбу за повышение образования живших в этом регионе греков, имея под своей ответственностью около 340 приходов и 150 тысяч греков.
В 1913 году епископ Евфимий был назначен в епархию Пафры (Бафра). Где в течение 10 лет построил в самом городе и сёлах мужские и женские школы, церкви и обеспечивая назначение учителей и священников, необходимых для национального и духовного развития региона.
В 1914 году, с началом Первой мировой войны, многие жители региона Пафры, по наущению Евфимия, отказались от службы в турецкой армии и ушли в горы в качестве дезертиров, где постепенно стали формировать первые партизанские отряды.
И в период 1914—1916 и в период 1918—1919 (после капитуляции Османской империи) он призывал все школы и население Понта принять участие в ежегодных церемониях памяти 30 девушек Асара Пафры. Эта церемония проводилась 25 марта в память самопожертвования 30 девушек, павших в 1860 году со стен крепости Али, чтобы не попасть в руки турок.
Развернувшийся Геноцид понтийских греков, в особенности в регионах Бафры и Самсуна, изменили деятельность епископа Евфимия с усилий, направленных на развитие, на усилия, направленные на спасение. В 1917 году он принял роль лидера вооружённых отрядов партизан, направляя их против турецкой армии и других вооружённых турок действовавших против греков
В апреле 1917 года большие силы турецкой армии обложили в деревне Откайя (От-Кайя, Otkaya, Ότκαγια ή Οτ Καγιά) на горе Небиян-Даг (Nebiyan Dağ, Νελτές ή Νεπιέν Νταγ) монастырь Панагия-Магара (Μονή της Παναγίας Μάγαρας), в пещере Панагия (σπηλιά της Παναγίας) оказались 600 (700) женщин и детей и 80 вооружённых партизан. После шести дней обороны оставшиеся в живых партизаны предпочли плену самоубийство, женщины и дети сдались в плен, были подвергнуты мучениям на центральной площади в городе Чагсур (Çağşur, Τσαγκσούρ ή Τσασούρ, ныне Эсенчай, Esençay) и выжившие, 83 человека изгнаны в Кастамону.
В 1919 году, как акт возмездия, в день Успения Пресвятой Богородицы (15 августа) Евфимий собрал у турецкого городка Чагсур 12 тысяч партизан под командованием Кирьякоса Пападопулоса (Κυριάκος Παπαδόπουλος) которые уничтожили всех вооружённых турок этого городка и сожгли многие дома в городе. С этого дня турки объявили епископа Евфимия в розыск, считая его официальным вождём партизан Западного Понта.
В 1921 году решение кемалистского правительства обязывало всех митрополитов, епископов и архимандритов Понта оставить свои кафедры и удалиться из Понта. Единственными, кто не подчинился приказу были митрополит Трапезундский Хрисанф (Филиппидис), епископ Евфимий и протосингел Амасийской митрополии архимандрит Платон (Айвазидис).
21 января того же года кемалисты арестовали епископа Евфимия, архимандрита Платона (Айвазидиса) и многих знатных людей. Епископ Евфимий был перевезён в Амасию, был приговорён к смерти и помещён в тюрьму Суя, ставшей местом адских страданий и пыток.
На Пасху, 18 апреля, несмотря на усиленную охрану, епископ Евфимий смог войти в камеры, где в одиночном заключении содержались многие из его соотечественников, утешил и ободрил их.
29 мая, на 41-й день одиночного заключения, истощённый тяготами, лишениями и пытками, епископ Евфимий скончался. Приказ о его казни пришёл из Ангоры (ныне Анкара) уже после его смерти.

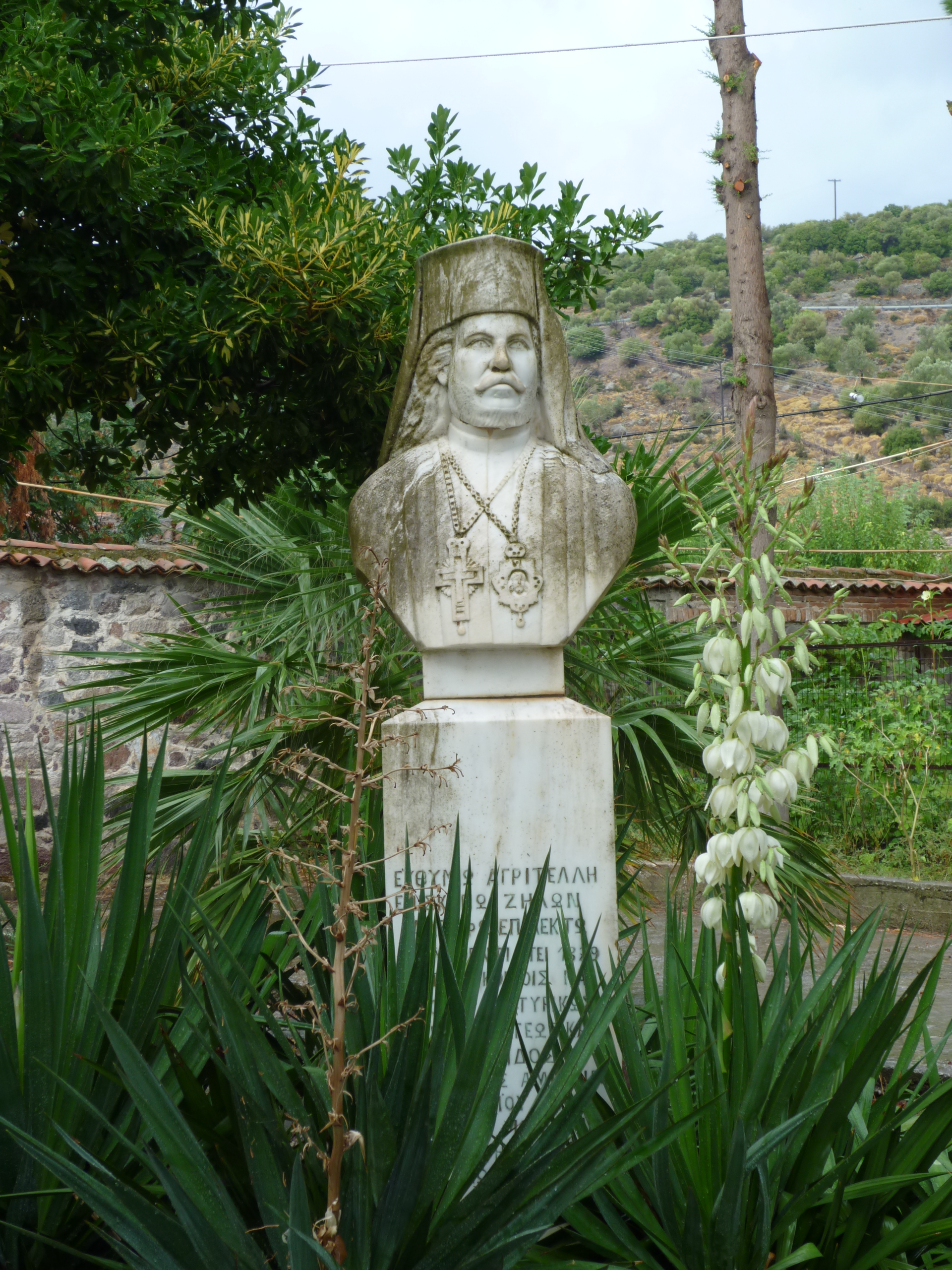
Статуя епископа Евфимия в монастыре Лимонос

## Канонизация и почитание
4 ноября 1992 года Священный Синод Элладской православной церкви канонизировал епископа Евфимия одновременно с митрополитом Смирнским Хризостомом (Калафатисом) и другими греческими архиереями: «Память Святого Хризостома Смирнского и вместе с ним святых архиереев Григория Кидонийского, Амвросия Мосхонисийского, Прокопия Иконийского, Евфимия Зилоского, а также священников и мирян, погубленных во время Малоазийской Катастрофы» совершается каждое воскресение перед Воздвижением Креста Господня.
5 июля 1993 года Указом Священного Синода Константинопольской православной церкви № 2556 включён в сонм Новомучеников Малоазийской катастрофы.
В 1998 году в монастыре Лимонос (Мифимнийская митрополия) была построена часовня в честь Святого Евфимия.